# K12
K12 أو K-12 ويقصد بها المراحل التعليمية من رياض الأطفال إلى الصف الثاني عشر (المنطوقة مثل «ك اثنا عشر»، «ك خلال اثنا عشر» أو «ك إلى اثني عشر»)، رياض الأطفال إلى الصف اثني عشر، هو تعبير أمريكي الذي يشير إلى مدى سنوات من الرعاية الأولية والتعليم الثانوي في الولايات المتحدة، الذي يشبه الدرجات في المدارس العامة قبل الكلية في عدة دول أخرى مثل أفغانستان، أستراليا، كندا، إكوادور، الصين، مصر، الهند، إيران، في الفلبين، كوريا الجنوبية وتركيا.

## التاريخ
تم وضع التعليم العام الأمريكي في نهاية القرن الثامن عشر. في عام 1790، أصبحت ولاية بنسلفانيا أول ولاية تطلب شكلاً من أشكال التعليم المجاني حتى بالنسبة لأولئك الذين لا يقدرون تحمل الرسوم الدراسي. أصدرت نيويورك تشريعًا مماثلًا في عام 1805. وفي عام 1820، وأصبحت ماساتشوستس الولاية الأولى التي أنشأت مدرسة مجانية، «بوسطن إنجليش».
أظهرت الأنظمة العامة الأولى من رياض الأطفال إلى الصف الثاني عشر في أوائل القرن التاسع عشر. في ثلاثينيات وأربعينيات القرن التاسع عشر، كان سكان ولاية أوهايو مهتمين جدا بفكرة التعليم العام. عملت المدارس بشكل عام عند استبعاد بعضها البعض في هذا الوقت في التاريخ الأمريكي، مع محاولات قليلة للتوحيد. غير «قانون مدرسة أكرون لعام 1847» هذا الأمر. سمي هذا الاسم باسم أكرون، أوهايو، حيث تم وضع النظام لأول مرة، وأقر هذا القانون من قبل الهيئة التشريعية في أوهايو إلى حد كبير عمليات ومناهج وتمويل أنظمة المدارس المحلية. على الرغم من أن القانون يدعى «قانون مدرسة أكرون لعام 1847»، فقد استغرق الأمر عامين ليصبح قانونًا في عام 1849.
بموجب قانون مدارس أكرون، سيكون هناك منظمة مدرسية تشمل المدينة بأكملها. وفي هذه المنظمة سيكون هناك عدد من المدارس الابتدائية، يتم تقسيم الطلبة إلى«فصول» منفصلة بناء على النتائج. عندما يكون الطلب كافيا، سيقوم مجلس المدرسة أيضا بإنشاء ثانوية ستدفع ضرائب الملكية للنظام المدرسي الجديد. سيتخذ مجلس المدرسة الذي ينتخبه المجتمع، قرارات بشأن إدارة النظام وتوظيف المهنيين من الضروري إدارة كل مدرسة. يوضح قانون مدرسة أكرون، العنصرية التي كانت موجودة في ولاية أوهايو في ذلك الوقت، الأطفال الأمريكيين من أصل أفريقي من نظام المدارس العامة.
بحلول عام 1930، أصدرت جميع الولايات الخمسين قوانين تجعل التعليم الزاميا، وفي عام 1965، وقع الرئيس ليندون جونسون على قانون التعليم الابتدائي والثانوي، وتخصيص اتفاق فيدرالي كبيرلكل ولاية في هدف الحفاظ على رياض الأطفال من الروضة إلى الصف الثاني عشر. أنظمة. اعتمد هذا القانون بشكل أساسي التعليم من رياض الأطفال إلى الصف الثاني عشر كقانون الدولة.
منذ نشأتها، تمت مناقشة الجمهور من رياض الأطفال إلى الصف الثاني عشر، مع العديد من موجات الإصلاح على مدى السنوات الخمسين الماضية. في الثمانينيات، تضمنت مبادرة ريفان "أمة في خطر" أحكامًا تتطلب تقييم التعليم العام على أساس المعايير، وأن تعتمد رواتب المعلمين على التقييمات. وفي التسعينيات، قدم قانون الأهداف لعام 2000 وقانون "تحسين المدارس الأمريكية" تمويلًا إضافيًا للولايات لتقوية أنظمة من الروضة إلى الصف الثاني عشر. وأعقب ذلك في العقد الأول من القرن الحادي والعشرين تصعيد صارم في التقييمات القائمة على المعايير مع قانون عدم ترك أي طفل في الخلف، وقانون السباق إلى القمة. في عام 2015، وقع الرئيس باراك أوباما على قانون " كل طالب ينجح، والذي أعطى حكومة الولاية بعض السلطة الفردية على التقييمات والمعايير.

## علم أصول الكلمات
عبارة «ك-12» اختصار لرياض الأطفال ك) للأطفال من سن أربع إلى ست سنوات إلى الصف الثاني عشر، من السابع عشر إلى التاسع عشر سنوات، مثل الصف الأول والأخير، على التوالي، من التعليم المجاني  في هذه البلدان. يستخدم المصطلح ذو الصلة «ص – 12» أحيانًا أيضًا في أستراليا والولايات المتحدة للإشارة إلى مجموع رياض الأطفال إلى الصغ الثاني عشر بالإضافة إلى التعليم ما قبل المدرسة. 
الصورة على اليمين جدول يحدد نظام التعليم في الولايات المتحدة. يوضح الجدول تقدم النظام التعليمي بدءاً من رياض الأطفال الأساسية إلى نظام الصف الثاني عشر ثم استمرار في التعليم ما بعد الثانوي. يتم تعريف رياض الأطفال حتى الصف الرابع عشر على أنها روضة للأطفال إلى الثاني عشر بالإضافة إلى عامين من التعليم بعد الثانوي حيث تم تلقي التدريب من المؤسسات التقنية المهنية أو المجتمع أو الكليات الصغيرة تشير أرقام ك إلى سنوات الدراسة وتستمر في التقدم صعودًا وفقًا للدرجة المطلوبة.

## الاستخدام
غالبًا ما يستخدم هذا المصطلح في عناوين يوآرإل لمواقع الويب الخاصة بالمدرسة، وعادة ما تظهر قبل النطاق الأعلى في ترميز الدولة (أو في الولايات المتحدة، نطاق المستوى الأعلى للولاية). تستخدم مصطلحات «ص ك – 12» أو «ما قبل الروضة» أو «قبل-ك – 12» التعليم أحيانًا لإضافة رياض الأطفال.
يتم استخدامه أيضا من قبل الشركات الأمريكية متعددة الجنسيات التي تبيع في قطاع التعليم،  مثل ديل حيث يتم تقديم العملاء البريطنيين كخيار لقطاع السوق.

## رياض الأطفال إلى اثني عشر
في أستراليا، يتم استخدام ص – 12  أحيانًا بدلاً من ك – 12، خاصة في كوينزلاند، حيث يتم استخدامه كمصطلح رسمي في إطار المناهج الدراسية. تخدم مدارس ص – 12 الأطفال لمدة ثلاثة عشر عامًا من الإعدادية حتى السنة اثناعشر،  دون تضمين مكون رياض الأطفال المنفصل. في كندا (نوفا سكوتيا) يتم استخدام ص – اثنا عشر بشكل شائع بدلاً من ك – 12 ويخدم الطلاب من الصف الابتدائي حتى اثنا عشر12.

## ك – 14 وك – 16 وك – 18 أو ك – 20
تشمل رياض الأطفال حتى الصف الرابع عشر أيضًا كليات المجتمع (أول سنتين من الجامعة). يضيف رياض الأطفال إلى الصف السادس عشر  درجة جامعية لمدة أربع سنوات. من أجل البساطة، تم إنشاء اختصار تعليمي للإشارة إلى مستويات تعليمية محددة.يستخدم هذا الاختصار بشكل شائع في المقالات والمنشورات والتشريعات التعليمية. تحتوي القائمة التالية على وصفات الاختصارات الأكثر شيوعًا:
- ف - 14: مرحلة ما قبل المدرسة لدرجة الزمالة
- ص 16: مرحلة ما قبل المدرسة إلى درجة البكالوريوس
- ص 18: مرحلة ما قبل المدرسة لدرجة الماجستير
- ص 20: مرحلة ما قبل المدرسة إلى درجة التخرج
- الروضة إلى الثانية عشر: روضة أطفال لدرجة الدبلوم
- الروضة إلى السادسة عشر: من الروضة إلى درجة البكالوريوس
- الروضة إلى الثامنة عشر: روضة إلى درجة الماجستير
- الروضة إلى العشرين: روضة إلى درجة التخرج

تركز وحدة التدريب الفني المهني التابعة لقسم التنمية الاقتصادية وإعداد القوى العاملة في كلية المجتمع بكاليفورنيا على تنسيق البرنامج والدعوة، ووضع السياسات والتنسيق مع إعداد القوى العاملة من رياض الأطفال إلى الصف الثامن عشر ونظم التعليم المهني والتقني.
تركز وحدة التعليم الفني المهني بمكتب مستشار التابع لقسم التنمية الاقتصادية وإعداد القوى العاملة على تنسيق البرامج والدعوة، ووضع السياسات والتنسيق مع إعداد القوى العاملة من رياض الأطفال إلى الصف الثامن عشر ونظم التعليم المهني والتقني. مسؤول عن تنفيذ قانون التعليم المهني والتقني، إدارة وتنسيق الأنشطة التي لها تأثير على الأهداف المشتركة بين الوكالات وداخلها. بالإضافة إلى ذلك، فإن وحدة مسؤولة أيضًا عن تطوير ونشر وتنفيذ خطة ولاية كاليفورنيا وتقارير الأداء السنوية.
يمكن العثور على مزيد من المعلومات حول تعليم رياض الأطفال إلى الصف الثامن عشر في هذا المنشور من قبل Ann Diver-Stamnes و Linda Catelli  في الفصل الرابع "مشاريع شراكة الكلية / الجامعة لتغيير وتحسينه"روضة الأطفال إلى الصف الثامن عشر ".